# Starý Vřešťov
Starý Vřešťov (též Malý Vřešťov nebo lokalita Na Hradě) je zaniklý hrad v okrese Trutnov, který stával asi 1,2 kilometru jihozápadně od Velkého Vřešťova na ostrožně nad potokem Trotina v nadmořské výšce asi 280 metrů.

## Historie
Hrad vznikl ve třináctém století. Roku 1279 je připomínán jako majitel Mutina Vřešťovský, který bojoval s braniborskými oddíly u Hořiněvsi. Opuštěn byl nejpozději v první polovině čtrnáctého století před vznikem Velkého Vřešťova, který ho jako panské sídlo nahradil. Příčinou zániku mohly být malé rozměry, které neumožnily rozšiřování hradu.

## Stavební podoba
Staveniště hradu chránil na severní přístupové straně val a šíjový příkop. Další val s příkopem obepínaly hradní jádro dlouhé 22 metrů, v jehož čele se dochoval terénní relikt, který by mohl být pozůstatkem bergfritu. Ostatní budovy nebo opevnění po sobě nezanechaly žádné stopy, takže je možné, že byly postaveny ze dřeva. Typologicky lokalita patří nejspíše mezi úsporné varianty hradů bergfritového typu.

## Přístup
Zbytky hradu jsou volně přístupné, ale nevede k nim žádná turisticky značená trasa.